# Pheidole descolei
Pheidole descolei är en myrart som beskrevs av Kusnezov 1952. Pheidole descolei ingår i släktet Pheidole och familjen myror. Inga underarter finns listade i Catalogue of Life.